# Lambada (пісня)
«Lambada» — пісня французької музичної групи Kaoma. Була видана як сингл в 1989 році і згодом увійшла в 1-й альбом групи.
Стала хітом літа 1989 року. Досягла першого місця в чартах багатьох країн, включаючи Німеччину, Францію і Італію. Була популярною в тому числі в СРСР і Україні.
Сингл з піснею «Lambada» продався у всьому світі в 15 мільйонів екземплярів. У Франції пісня станом на січень 2017 року пісня все ще в десятці найбільш продаваних пісень всіх часів у цій країні — з 1 735 000 проданими примірниками

## Історія створення

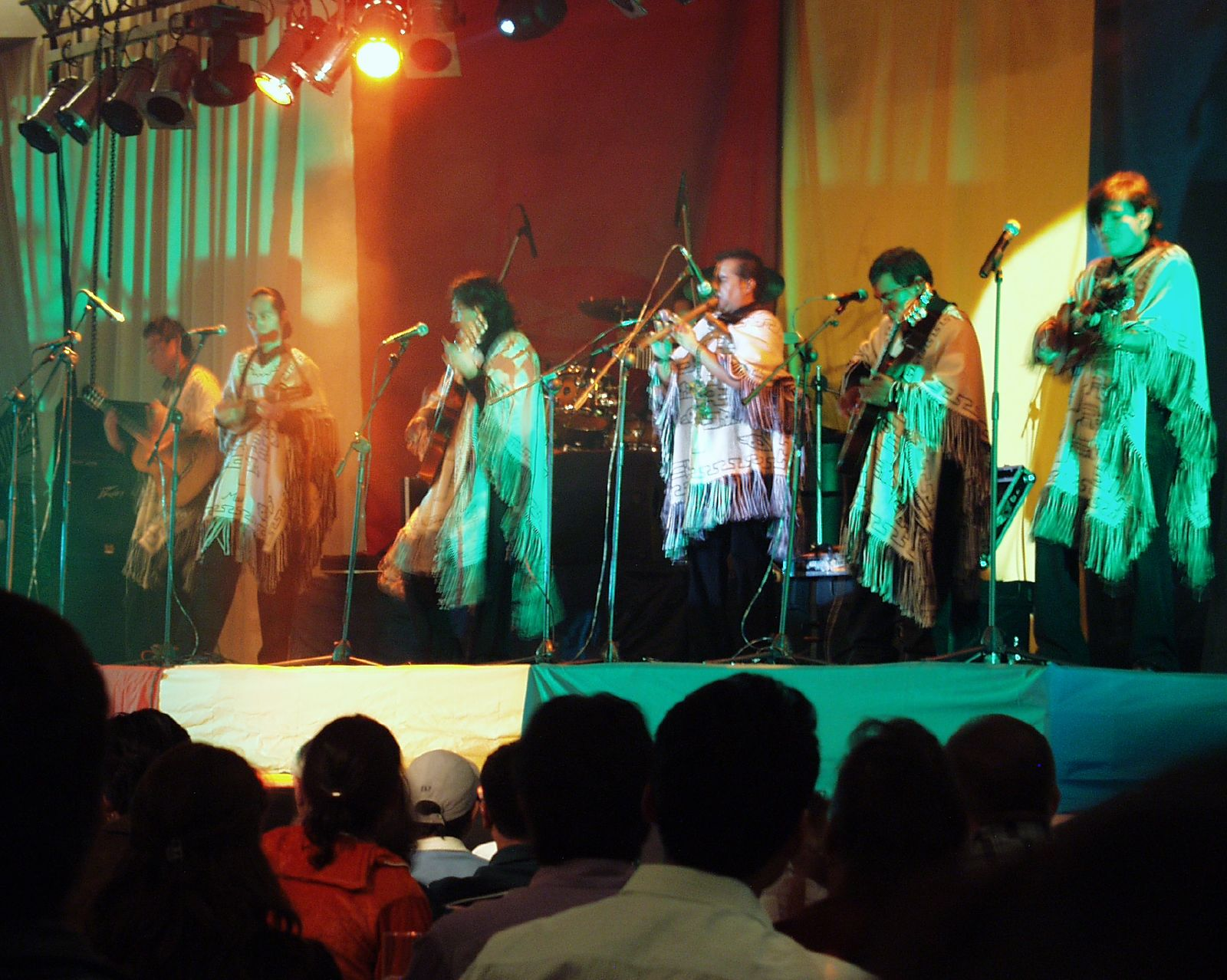
Гурт Los Kjarkas

### Los Kjarkas
Пісня «Lambada» була кавером/плагіатом пісні болівійської групи Los Kjarkas «Llorando se fue» («Пішла плачучи») (вийшла в 1981 році). Лірика та музика 'Chorando se foi (Lambada)' Каома — несанкціонований переклад пісні 'Llorando se fue', яка була спочатку складена, виконана та записана болівійською андською поп-групою Los Kjarkas в 1981 році. Los Kjarkas свого часу був найпопулярнішим гуртом Болівії. Тексти пісень та музика були законно зареєстровані в 1985 році членами-засновниками Los Kjarkas — Гонзало та Улісом Гермоса — у Німецькому музичному і авторському суспільстві (GEMA). Неавторизована копія Каоми призвела до успішного кримінального провадження 1990 року Лос К'яркес проти режисера Каома Жана-Клода Бонавентура .
За словами Гонсало Гермоса, Лос Кьяркес 'Llorando se fue' була в свою чергу заснована на невеликій, ностальгійній андській мелодії. Їхня пісня була написана в сумному і повільному афро-болівійському ритмі Saya .
До виходу пісні Каоми 1989 року, з десяток каверів 'Llorando se fue' були випущені як танцювальні композиції:

### Cuarteto Continental
У 1984 році версія пісні, з акордеоном, була випущена перуанською групою Cuarteto Continental, аранжування якої (зроблене Альберто Мараві) пізніше було скопійоване Каомою. Перший португальський переклад та запис 'Llorando se fue' — 'Chorando se foi' — був випущений бразильською співачкою Марсією Феррейрою (разом із співавтором Хосе Арі) у 1986 році під її третім альбомом. Сьогодні авторами пісні вважаються брати Хермоса (автори), Альберто Мараві, Марсія Феррейра та Хосе Арі.
Своїй назві пісня і танець завдячують слівцю, яке на бразильських радіостанціях править за назву взагалі модної, трендової мелодії, мотиву, хіта.

## Відеокліп
Кліп розповідав історію дружби, любові та розлуки між двома дітьми — високою і худою білою дівчинкою-блондинкою, дуже красивою, і хлопчиком-негром. У кліпі вони танцюють ламбаду, і дівчинка отримує за це ляпас від тата. Як пише (у статті на своєму сайті в 2013 році) французький тижневик l'express, їх скажений (фр. endiablée) танець залишається в нашій пам'яті досі.
Ролі дітей грали Чіко і Роберта. Справжнє ім'я Чіко — Вашингтон Олівейра, він народився в Бразилії 20 лютого 1979 року, на момент зйомок кліпу йому було 10 років. Повне ім'я Роберти — Роберта де Бріто, вона народилася в Бразилії 27 квітня 1977 року. Після групи Kaoma вони стали виступати як вокальний дует. Роберта користувалася великою славою, але при цьому отримувала погрози смертю. Тепер (станом на 2015 рік) Чіко — пастор євангелічної церкви. Роберта ж ветеринар, живе спокійним життям у місті Бразиліа.

## Чарти і сертифікації
| Чарт (1989—1990)                     | Найв. поз. |
| ------------------------------------ | ---------- |
| Австралія (ARIA)                     | 5          |
| Австрія (Ö3 Austria Top 75)          | 1          |
| Бельгія (Ultratop Flanders)          | 1          |
| Канада (Танцювальн., RPM)            | 3          |
| Канада ( RPM)                        | 78         |
| Європа (Eurochart Hot 100)           | 1          |
| Финляндия (Suomen virallinen lista)  | 1          |
| Франція (SNEP)                       | 1          |
| Німеччина (Media Control AG)         | 1          |
| Ірландія ( IRMA)                     | 4          |
| Італія (FIMI)                        | 1          |
| Японія (Oricon)                      | 12         |
| Нідерланди (Dutch Top 40)            | 1          |
| Нова Зеландія (RIANZ)                | 10         |
| Норвегія (VG-lista)                  | 1}         |
| Іспанія ( AFYVE)                     | 1          |
| Швеція (Sverigetopplistan)           | 1          |
| Швейцарія (Media Control AG)         | 1          |
| Велика Британія                      | 4          |
| США ( Billboard Hot 100)             | 46         |
| США ( Billboard Hot Latin Tracks     | 1          |
| США ( Billboard Hot Dance Club Play) | 21         |

| Чарт (1989)                     | Поз. |
| ------------------------------- | ---- |
| Австрія Ö3 Austria Top 40       | 3    |
| Франція (SNEP)                  | 1    |
| Швейцарія (Schweizer Hitparade) | 4    |
| Італія                          | 1    |
| Чарт (1990)                     | Поз. |
| Австралія (ARIA)                | 24   |

| Регион                                                                                                 | Сертификация | Продажи   |
| --- | ------------ | --------- |
| Canada (MC)                                                                                            | Gold         | 50,000    |
| France (SNEP)                                                                                          | Platinum     | 1,735,000 |
| Germany (BVMI)                                                                                         | 2× Platinum  | 2,000,000 |
| Japan (RIAJ)                                                                                           | Platinum     | 266,000   |
| Netherlands (NVPI)                                                                                     | Platinum     | 60,000    |
| Sweden (IFPI Sweden)                                                                                   | Platinum     | 50,000    |
| Switzerland (IFPI Switzerland)                                                                         | Gold         | 25,000    |
| United Kingdom (BPI)                                                                                   | Gold         | 400,000   |
| * Дані про продажі засновані тільки на сертифікації ^ дані про партії засновані тільки на сертифікації |              |           |